# Panicum boreale
Panicum boreale är en gräsart som beskrevs av George Valentine Nash. Panicum boreale ingår i släktet vipphirser, och familjen gräs. Inga underarter finns listade i Catalogue of Life.